# Tijuana bible
Les Tijana bibles ('bíblies de Tijuana') són uns còmics paròdics pornogràfics publicats als Estats Units des dels anys 20 fins als anys 60, sent l'època de la Gran Depressió quan més fama aconseguirien.
A les Tijuana Bibles també se les ha conegut com a bluesies, eight-pagers, gray-backs, Jiggs-and-Maggie books, jo-jo books, Tillie-and-Mac books, two-by-fours o fuck books.
Eren fulletons apaïsats, sovint impresos amb paper i tinta de baixa qualitat, en blanc i negre i amb unes mides de 10x15 cm. Solien tindre una llargada de vuit pàgines. Com als dōjinshi japonesos, els protagonistes d'aquestos fulletons sovint eren personatges famosos d'altres sèries de còmic, o personatges reals populars a l'època. Els autors d'aquestes paròdies romanien i encara romanen en l'anonimat. Molts personatges seguien estereotips ètnics.